# Kieran Culkin
Kieran Culkin   (Nova York, 30 de setembre de 1982) és un actor americà.

## Biografia
Kieran Culkin va néixer a Nova York, de Patricia Brentrup i Kit Culkin, un antic actor escènic que havia aparegut a Broadway. Té set germans: Christian, Dakota, Macaulay, Jennifer, Rory, Shane i Quinn, tots ells criats com a intèrprets. El 1994, els pares de Culkin es van separar i es va apartar del seu pare des de llavors. La seva germana Dakota (nascuda el 1979), va morir en un accident de cotxe el 2008.

## Carrera
Va començar la seva carrera com a actor infantil, actuant al costat del seu germà gran Macaulay a la franquícia "Home Alone" (1990/1992), com a cosí Fuller McCallister. El seu paper destacat a Igby Goes Down" (2002) va rebre una aclamació crítica i va ser nominat al premi al millor globus d'or del millor actor, a més de guanyar el premi de la crítica pel·lícula i el satèl·lit. També és conegut pel seu paper com a Wallace Wells a l'èxit film de culte Scott Pilgrim vs. the World.
Va continuar actuant de nen i adolescent, treballant principalment en comèdies, incloses Home Alone 2: Lost a Nova York, Father of the Bride, i la seva seqüela, Father of the Bride Part II. També va aparèixer en llargmetratges com My Summer Story (1994), la seqüela de A Christmas Story, The Mighty (1998), She's All That (1999), The Cider House Rules (1999), The Dangerous Lives of Altar Boys (2002), Scott Pilgrim vs. the World (2010), i Movie 43 (2013).
Quan era adolescent, va alternar entre els papers principals en pel·lícules independents i petites parts en pel·lícules principals. Va aparèixer a la pel·lícula nominada a l'Acadèmia Music of the Heart, va interpretar el paper principal a la pel·lícula Igby Goes Down, [4] per la qual va ser nominada al Premis Globus d'Or, i va exercir el paper principal a The Mighty com a Kevin Dillon.
El 2010 va interpretar Buff en la versió actualitzada de SubUrbia d'Eric Bogosian, al "Second Stage Theatre" de Nova York.
Ha actuat a l'escenari, sobretot en diverses produccions de l'obra This Is Our Youth de Kenneth Lonergan. El 2015 va interpretar Rye Gerhardt a la segona temporada de la sèrie FX Fargo. Retrata a Roman Roy a la sèrie HBO Succession, per la qual la seva actuació va conduir a una nominació al Premi Globus d'Or al millor actor de repartiment - Sèrie, minisèrie o pel·lícula de televisió el 2018 i el 2019.
El 2015 va interpretar Rye Gerhardt a la segona temporada de la sèrie FX Fargo.
És un dels principals membres del repartiment de la sèrie HBO Succession. El 2018 va ser nominat al premi "Globus d'Or al millor actor de repartiment - Sèrie, Minisèrie o Pel·lícula de televisió" pel seu paper com a Roman Roy en aquesta sèrie.
Culkin es va casar amb Jazz Charton el 2013. El seu primer fill, una filla, Kinsey Sioux, va néixer el 13 de setembre de 2019.